# Chiesa di Saint-Nicolas-des-Champs
La chiesa di Saint-Nicolas-des-Champs (in francese: Église Saint-Nicolas-des-Champs) è un edificio di culto cattolico di Parigi, situato nel III arrondissement. L'edificio, in stile tardo gotico, risale ai secoli XII, XV e XVII; è monumento storico di Francia. La parrocchia è affidata alla Comunità dell'Emmanuele.

## Organi a canne
L'organo a canne principale della chiesa, attualmente non funzionante, è uno dei più antichi di Parigi tuttora esistenti e conservati pressoché integri nella loro conformazione originaria. Si trova sulla cantoria in controfacciata, e fu realizzato nel 1772-1776 da Francois-Henri Clicquot, il quale reimpiegò la cassa dello strumento precedente, edificato da Paul Maillard nel 1608-1611 e ricostruito Crespin Carlier nel 1632. Successivamente subì piccole modifiche fino al restauro di Victor Gonzalez del 1929-1930, il quale aggiunse una sezione espressiva al terzo manuale, successivamente scollegata. Con i suoi 56 registri su cinque manuali e pedale, è il più grande organo francese classico della città. Dal 1927 è monumento storico. Tra gli organisti che lavorarono nella chiesa ci furono Nicolas Gigault (1652–1707), Etienne Richard (1651–1669), Louis Braille (1834–1839), François-Xavier Joseph Wackenthaler (1854–1855), Jean-Chrisostome Hess (1855-1889 circa) e Michel Chapuis (1954–1972).
A pavimento nell'undicesima campata della navata laterale interna di sinistra, vi è uno strumento di minori dimensioni, costruito da John Abbey nel 1843 e ampliato da Pierre Chéron 1950-1952. A trasmissione elettrica, dispone di 23 registri su due manuali e pedale.